# Hupca, Vaslui
Hupca este un sat în comuna Bogdănești din județul Vaslui, Moldova, România.

## Personalități locale
- Simion Bogdănescu

 Acest articol despre o localitate din județul Vaslui este deocamdată un ciot. Puteți ajuta Wikipedia prin completarea lui.